# Gloria (film, 2013)
Pour les articles homonymes, voir Gloria.
Pour plus de détails, voir Fiche technique et Distribution.
Gloria est un film dramatique chilien coécrit et réalisé par Sebastian Lelio et sorti en 2013.
Il est présenté au Festival international du film de Berlin 2013, où Paulina García a remporté l'Ours d'argent de la meilleure actrice. Il est également sélectionné pour représenter le Chili aux Oscars du cinéma 2014 dans la catégorie meilleur film en langue étrangère.

## Synopsis
Gloria est une femme divorcée de 58 ans. Ses enfants ont quitté la maison mais elle n'a aucune envie de passer ses jours et ses nuits seule. Déterminée à défier l'âge et la solitude, elle s'embarque dans un tourbillon de fêtes à la recherche d'un instant de gratification, qui ne mène habituellement qu'à la déception et au vide.
Mais lorsqu'elle rencontre Rodolfo, un ancien officier naval de sept ans son aîné, elle se sent immédiatement conquise. Mais alors que leur relation devient permanente, les défis du quotidien forcent Gloria à confronter ses propres secrets.

## Fiche technique
- Titre : Gloria
- Réalisation : Sebastián Lelio
- Scénario : Sebastián Lelio et Gonzalo Maza
- Photographie : Benjamín Echazarreta
- Montage : Sebastián Lelio et Soledad Salfate
- Production : Luis Collar, Juan de Dios Larraín, Pablo Larraín, Gonzalo Maza
- Pays de production :  Chili
- Langue originale : espagnol
- Genre : Film dramatique
- Durée : 110 minutes
- Dates de sortie :
  - Allemagne : 10 février 2013 (Berlinale 2013)
  - Chili : 9 mai 2013

## Distribution
- Paulina García : Gloria Cumplido
- Sergio Hernández : Rodolfo Fernández, le nouvel amant de Gloria
- Diego Fontecilla : Pedro, le fils de Gloria
- Fabiola Zamora : Ana, la fille de Gloria
- Eyal Meyer : Theo, le petit ami suédois d'Ana
- Alejandro Goic : Daniel, l'ex-mari de Gloria
- Liliana García (es) : Flavia, la femme de Daniel
- Coca Guazzini : Luz, l'amie de Gloria
- Hugo Moraga : le mari de Luz
- Antonia Santa María (es) : María, la fille de Luz
- Álvaro Viguera : le petit ami de María
- Marcela Said : Marcela
- Pablo Krögh : Pablo, le mari de Marcela
- Luz Jiménez (es) : Victoria, la femme de ménage de Gloria
- Cristián Carvajal (es) : le voisin schizophrène de Gloria
- Marcela Said : Marcela, la femme qui lie une amitié avec Gloria au casino
- Marcial Tagle : un homme qui rencontre Gloria
- Pablo Aguilera (es) : un des hommes qui danse avec Gloria

## Autour du film
La vie de Gloria étant faite de divertissements pour oublier sa solitude, on la voit chanter plusieurs chansons de musique pop dans sa voiture et danser dans des boîtes de nuit sur cette même musique. À la fin du film, alors qu'elle entre dans une discothèque, on entend la chanson Gloria d'Umberto Tozzi interprétée en espagnol et en italien.

## Distinctions

### Récompenses
- Festival international du film de Saint-Sébastien 2012 : Films in Progress Award
- Festival international du film de Berlin 2013 :
  - Ours d'argent de la meilleure actrice pour Paulina García
  - Prix du jury œcuménique
  - Prix de la Gilde deutscher Filmkunsttheater
- Festival international du film de Hawaii 2013 : meilleure actrice pour Paulina García
- Pedro Sienna Awards 2013 :
  - Meilleur film
  - Meilleure actrice pour Paulina García
  - Meilleur scénario pour Sebastián Lelio et Gonzalo Maza
- National Board of Review Awards 2013 : meilleur film étranger
- Prix Platino 2014 du meilleur film ibérique

### Nominations et sélections
- AFI Fest 2013
- Festival Films from the South d'Oslo 2013
- Festival du film de New York 2013
- Festival du film de Sydney 2013 : sélection « Special Presentations at the State »
- Festival international du film de Vancouver 2013
- Pedro Sienna Awards 2013 : meilleur réalisateur pour Paulina García

- Festival international du film de Palm Springs 2014 : sélection officielle et nomination au Prix FIPRESCI
- Independent Spirit Awards 2014 : meilleur film étranger
- London Film Critics Circle Awards 2014 : meilleur film en langue étrangère